# Regierung Rudolf Beran II

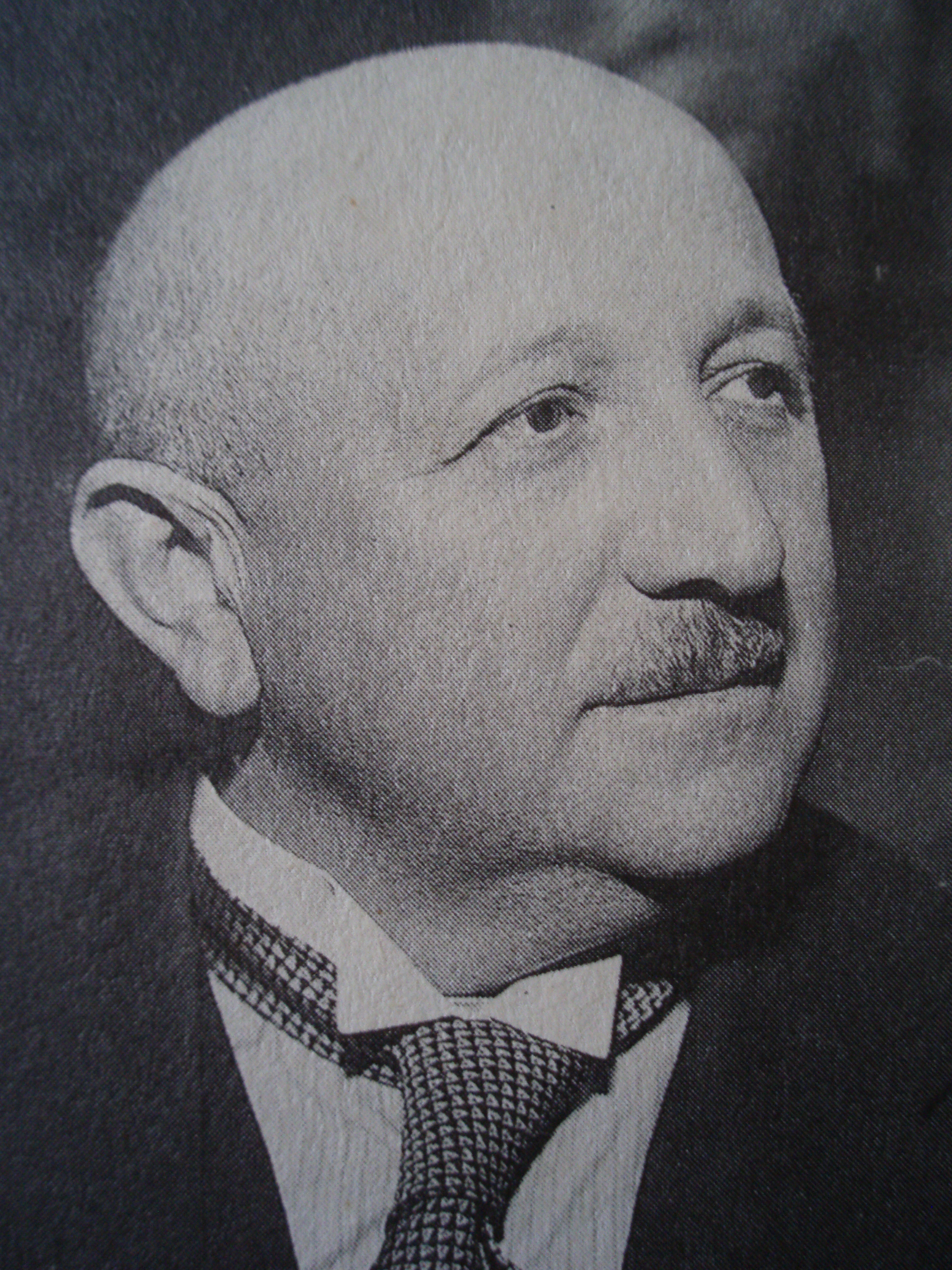
Rudolf Beran

Die Regierung Rudolf Beran II, geführt vom Ministerpräsidenten Rudolf Beran, war die erste Regierung des neu gebildeten Protektorats Böhmen und Mähren. Sie amtierte vom 16. März 1939 bis zum 27. April 1939. Die Regierung Rudolf Beran II wurde durch die Regierung Alois Eliáš abgelöst.

## Geschichte
Die Regierung war bereits als die letzte Regierung der Tschechoslowakei im Amt (Regierung Rudolf Beran I), setzte die Regierungsgeschäfte jedoch auch im Protektorat nach dem Einmarsch der Wehrmacht und der sogenannten Zerschlagung der Rest-Tschechei bis zu Berans Rücktritt fort, wobei die tatsächliche Macht in den Händen des Reichsprotektors Konstantin von Neurath lag.

## Regierungszusammensetzung
Die Regierungszusammensetzung entsprach der der Regierung Rudolf Beran I mit der Ausnahme von Karol Sidor, der nicht übernommen wurde.
- Rudolf Beran, Ministerpräsident (1.12.1938 – 27.4.1939)
- Otakar Fischer, Innenminister (1.12.1938 – 27.4.1939)
- František Chvalkovský, Außenminister (16.3.1939 – 27.4.1939)
- Jan Syrový, Verteidigungsminister (16.3.1939 – 27.4.1939)
- Josef Kalfus, Finanzminister (1.12.1938 – 27.4.1939)
- Jan Kapras, Bildungsminister (1.12.1938 – 27.4.1939)
- Jaroslav Krejčí, Justizminister (1.12.1938 – 27.4.1939)
- Vlastimil Šádek, Minister für Industrie, Handel und Gewerbe (1.12.1938 – 27.4.1939)
- Alois Eliáš, Verkehrsminister (1.12.1938 – 27.4.1939)
- Dominik Čipera, Minister für öffentliche Arbeiten (1.12.1938 – 27.4.1939)
- Ladislav Karel Feierabend, Landwirtschaftsminister (1.12.1938 – 27.4.1939)
- Vladislav Klumpar, Minister für Soziales und Gesundheit (1.12.1938 – 27.4.1939)
- Jiří Havelka, Minister ohne Geschäftsbereich (1.12.1938 – 15.3.1939)

### Parteizugehörigkeit
Im Protektorat wurden alle politischen Parteien verboten und durch die Einheitspartei Národní souručenství (deutsch: Nationale Gemeinschaft) ersetzt, der alle Minister zwangsweise angehörten.